# Gasoline Alley (film)
Pour les articles homonymes, voir Gasoline Alley (homonymie).
 (avril 2022).
Si vous disposez d'ouvrages ou d'articles de référence ou si vous connaissez des sites web de qualité traitant du thème abordé ici, merci de compléter l'article en donnant les références utiles à sa vérifiabilité et en les liant à la section « Notes et références ».
Pour plus de détails, voir Fiche technique et Distribution.
Gasoline Alley est un film policier coécrit et réalisé par Edward John Drake et sorti en 2022.

## Synopsis
Ancien détenu, Jimmy Jayne est suspecté d'être le meurtrier de plusieurs prostituées, sauvagement assassinées à Hollywood. Rapidement trahi par ses propres empreintes retrouvées dans un hôtel où il aurait commis ces crimes en question, Jayne clame son innocence et s'associe à un duo d'enquêteurs méfiants, Freeman et Vargas, pour résoudre ces massacres. Cependant, sans qu'il le sache, l'un des deux est directement lié à leurs décès puisqu'il fait partie d'un réseau de trafic d'êtres humains situé entre Los Angeles et le Mexique.

## Fiche technique
- Titre original et français : Gasoline Alley
- Réalisation : Edward John Drake[3]
- Scénario : Edward John Drake et Tom Sierchio
- Photographie : Brandon Lee Cox
- Montage : Justin Williams
- Musique : Scott Currie
- Production : Corey William Large et Tom Sierchio
- Sociétés de production :  Highland Film Group, 308 et BondIt Media Capital
- Sociétés de distribution : Saban Capital Group
- Pays de production :  États-Unis
- Langue originale : anglais
- Format : couleur - 2,39:1
- Genre : thriller, policier
- Dates de sortie :
  - États-Unis : 25 février 2022 [4]
  - France : 26 mai 2022 (DVD)
- Classification :
  - États-Unis : R (interdit aux moins de 17 ans non accompagnés)
  - France : Interdit aux moins de 12 ans lors de sa sortie en vidéo à la demande et à la télévision.

## Distribution
- Devon Sawa (VF : Laurent Maurel) : Jimmy Jayne
- Bruce Willis (VF : Stefan Godin) : l'inspecteur Freeman
- Luke Wilson (VF : Philippe Valmont) : l'inspecteur Vargas[5]
- Kat Foster (en) (VF : Sybille Tureau) : Christine
- Sufe Bradshaw (VF : Isabelle Leprince) : Eleanor Rogers
- Johnny Dowers (en) (VF : Jérôme Wiggins) : Erasmus Alcindor
- Rick Salomon : Percy Muleeny
- Kenny Wormald (VF : Philipp Weissert) : Dennis Bourke
- Ash Adams : Frank Flosso
- Irina Antonenko (VF : Ethel Houbiers) : Star
- Carrington Durham (VF : Caroline Frossard) : Giselle
- Billy Jack Harlow (VF : Emmanuel Karsen) : Roy
- Vernon Davis (VF : Augustin Jacob) : Kaiser
- Steve Eastin : le capitaine Lew Ferry
- Tracy Curry (VF : Augustin Jacob) : Dr Feelgood